# Dawn Summers

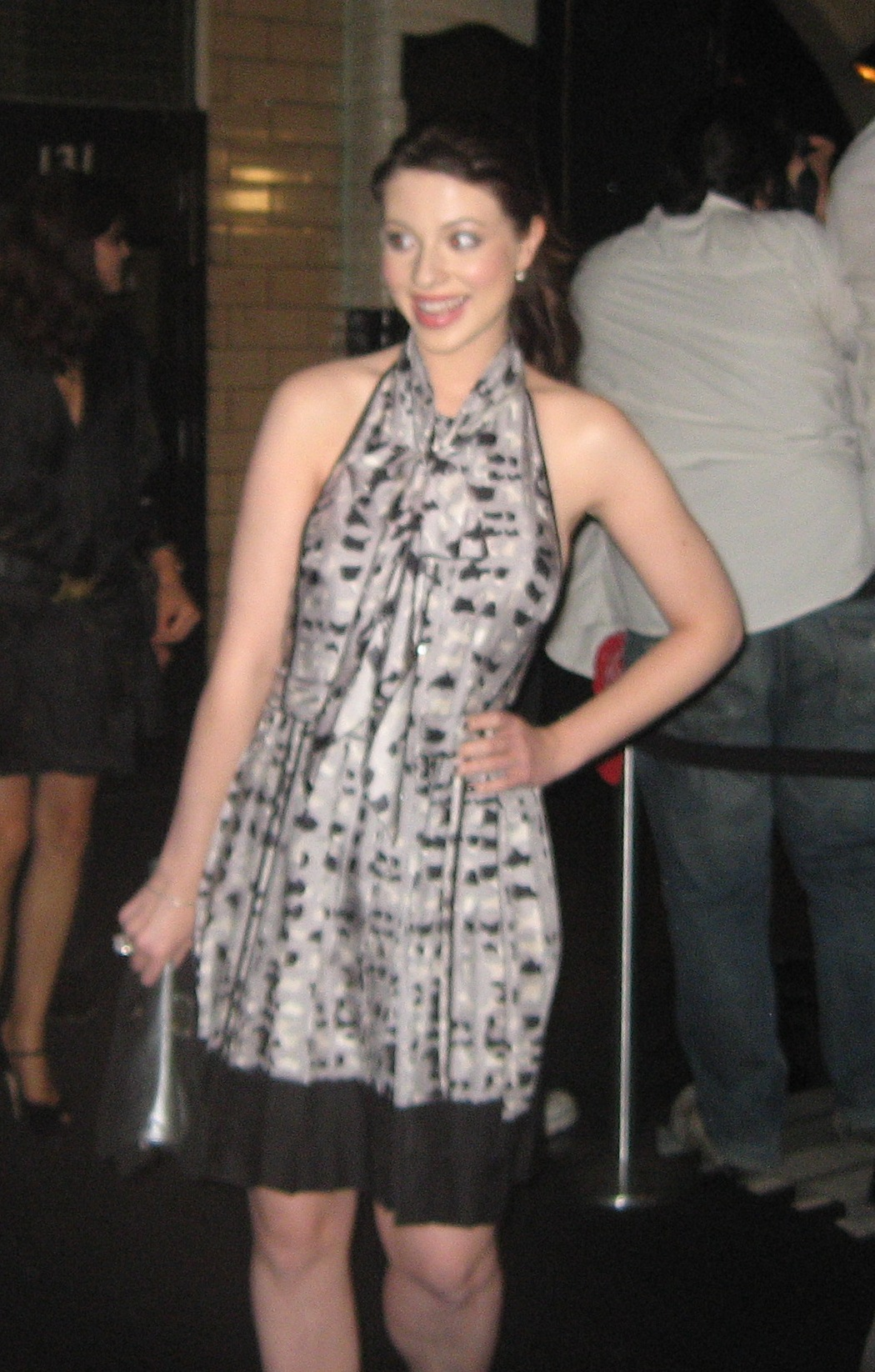
Su sencillez muestra la grandeza de su aportación a la franquicia

Dawn Summers es un personaje principal femenino en la serie de televisión Buffy la cazavampiros, Dawn es interpretada por Michelle Trachtenberg.

## Historia del personaje
Glory secuestra a Dawn y realiza el ritual para volver a su hogar cosa que destruirá el resto de dimensiones. Aunque Buffy detiene a Glory, la puerta dimensional se abre y la única solución es que Dawn se sacrifique. Buffy lo hace en su lugar ya que ambas llevan la misma sangre.
Dawn es el personaje que más evoluciona y el que más rápido lo hace. En la sexta temporada vemos a una Dawn ya adolescente que empieza a interesarse por los chicos, va de compras y tiene los problemas típicos de la adolescencia. La muerte de Buffy y de su madre le han hecho madurar muy rápido. Tras el regreso de Buffy, se ve marginada ya que la atención se centra en Buffy. Dawn causará algunos problemas, se vuelve cleptómana e incluso, aunque involuntariamente, que Hally (el demonio vengador amiga de Anya y protectora de niños) encierre a la pandilla en la casa Summers hasta que se deshace el embrujo.
En la séptima temporada, Dawn desarrolla algunas habilidades que le enseña su hermana y se enfrenta a algún que otro vampiro. Con la llegada de las potenciales, vuelve a verse apartada del resto y encuentra en Xander un reflejo de lo que siente ya que él también se siente apartado. Dawn lucha hasta el último momento en la batalla final y le salva la vida a Xander. El Primer vampiro que mata Dawn es uno en el que estaba muy interesada. Esto sucede en el capítulo 6x06.
- Datos: Q2337703